# Identitat d'Euler
L'expressió
{\displaystyle e^{i\cdot \pi }+1=0}

Imatge representativa de la identitat d'Euler al pla complex. Correspon a aplicar una rotació e^{iπ} a l'element neutre 1, i afegir-hi una translació + 1. La rotació és d'angle π radians (mitja volta) respecte l'origen.

identitat d'Euler, és una fórmula matemàtica (batejada pel físic estatunidenc Richard Feynman en homenatge a Leonard Euler) que uneix de forma simple diversos camps d'aquesta disciplina:
- π un nombre associat a la geometria.
- e un nombre associat a l'anàlisi matemàtica.
- i un nombre bàsic en l'àlgebra.
- L'1 i el 0 que són una de les bases de l'aritmètica per ser els elements neutres de la multiplicació i l'addició.

Aquesta identitat és un cas particular de la fórmula d'Euler:
{\displaystyle e^{x+i\cdot y}=e^{x}\cdot (\cos y+i\cdot \sin y)}
per a x = 0 i y = π.

## Explicació

Formula d'Euler general per a un angle

La funció e^{z} es pot definir com a límit de (1 + z/N)^{N}, quan N tendeix a infinit i, per tant, e^{iπ} és el límit de (1 +iπ/N)^{N}. En aquesta animació N pren alguns valors creixents entre 1 i 100. El càlcul de (1 + iπ/N)^{N} es mostra com a efecte combinat de N multiplicacions repetides en el pla complex, de manera que el punt final és el valor de (1 +iπ/N)^{N}. Es pot veure que quan N es fa gran (1 +iπ/N)^{N} s'acosta al límit de -1.

Des del punt de vista de l'anàlisi complexa, la identitat d'Euler és un cas particular de la fórmula d'Euler, que afirma que per qualsevol nombre real x,
{\displaystyle e^{ix}=\cos x+i\sin x\,\!}
on els valors de les funcions trigonomètriques sinus i cosinus venen donats en radiants.
En particular quan: x = π, o mig gir (180°), al voltant d'una circumferència :
{\displaystyle e^{i\pi }=\cos \pi +i\sin \pi \,\!}
Com que
{\displaystyle \cos \pi =-1\,\!} i també {\displaystyle \sin \pi =0\,\!}
l'equació queda
{\displaystyle e^{i\pi }=-1+0i\,\!}
d'on s'obté la identitat d'Euler:
{\displaystyle e^{i\pi }+1=0\,\!}
Això redueix el problema a la demostració de la fórmula d'Euler, qüestió que es remunta als fonaments de l'anàlisi complexa. La demostració depèn de com s'hagi definit la funció exponencial complexa o, equivalentment, de com s'hagi definit l'extensió de la potenciació als nombres complexos.